# Arc de triomphe des Lorraine

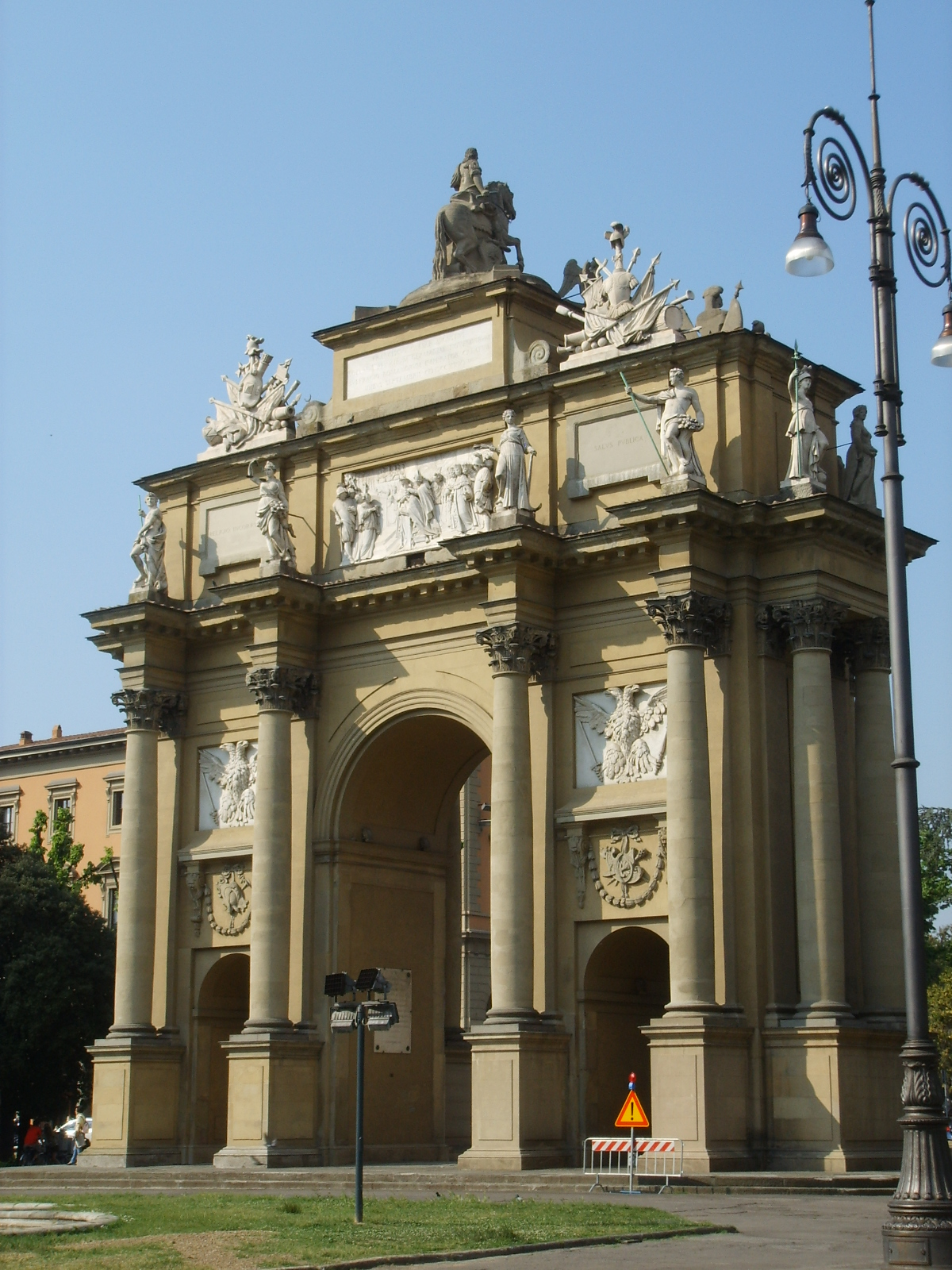
L'arc de Triomphe (côté sud)

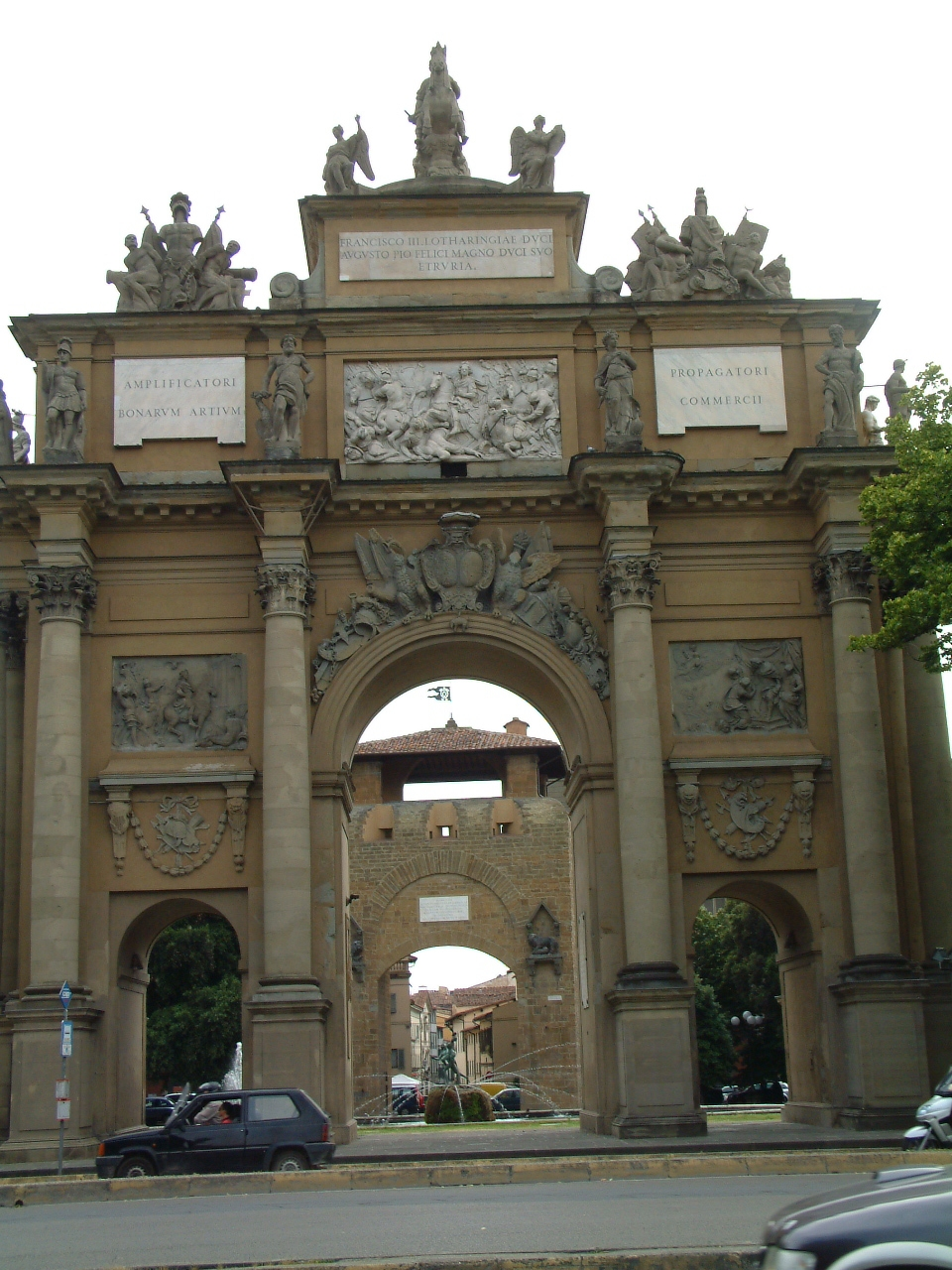
L'arc de triomphe (côté nord)

L'arc de triomphe des Lorraine est un monument de Florence, situé piazza della Libertà.
Il a été construit au XVIIIe siècle, pendant la période des grands-ducs de Lorraine.
L'arc est situé à l'entrée nord de la ville, juste à l'extérieur de la porte San Gallo, afin de célébrer l'entrée à Florence des Habsbourg-Lorraine, après l'extinction de la maison des Médicis.

## L'histoire
Il a été érigé en 1737, au cours de la période dite de la Régence (1733-1765), lorsque le nouveau grand-duc, François-Étienne, a obtenu le grand-duché, contre son gré, le 20 janvier 1739. Celui ci ne résidait pas à Florence, mais a tout de même fait construire l'arc. Quand par la suite il est devenu empereur à Vienne, c'est son second fils Léopold-Pierre qui a hérité de la couronne de Toscane, dont il a pris possession avec dévouement. Il représentait le dernier dirigeant éclairé, jugeant superflu de telles œuvres commémoratives. 
L'arc fut conçu par l'architecte français Jean Nicolas Jadot, alors nouvellement arrivé dans la ville Certaines sources ajoutent une contribuation de Francesco Schamant de Lorraine.
Avec la création des viali di Circonvallazione entre 1865 et 1871, l'arc s'est trouvé au centre d'un secteur piéton entouré de rues et par un système d'arcades, qui sont parmi les meilleures réalisations de l'architecte Giuseppe Poggi, superviseur du projet.
Dans le petit parc piétonnier, se trouve également l'ancienne porte San Gallo faisant partie des anciens murs, en face de laquelle se trouve une fontaine circulaire, qui la sépare de l'arc de triomphe.

## Description
L'arc possède trois ouvertures, une plus grande centrale avec deux petites latérales et est décorée de dix colonnes dotées de chapiteaux corinthiens. La plupart des sculptures et des reliefs ont été créés localement. Ses bas-reliefs célèbrent le rôle impérial en Italie et sont accompagnés de représentations de drapeaux et d'armes. La façade sud possède deux aigles à double tête, le symbole de la dynastie des Habsbourg. Au sommet de l'arc se trouve une statue équestre qui serait François Ier lui-même, semblant marcher hors de la ville. Au sommet sont perchées près d'une demi-douzaine de statues mythologiques allégoriques.